# Omar El Hilali
Omar El Hilali (en arabe : عمر الهلالي), né le 12 septembre 2003 à L'Hospitalet de Llobregat (Espagne), est un footballeur marocain qui évolue au poste d'arrière droit au RCD Espanyol.

## Biographie

### Naissance et origines
Omar El Hilali est né à L'Hospitalet de Llobregat, dans la province catalane de Barcelone, au sein d'une famille marocaine, aux racines tangéroises. Il n'acquiert la nationalité espagnole qu'en juin 2021, après plusieurs années de procédures administratives,,.

### Carrière en club
Ayant commencé sa carrière au CF Santa Eulàlia, dans sa ville natale, El Hilali rejoint le RCD Espanyol dans la capitale catalane, à l'âge de 13 ans.
Alors qu'il est déjà devenu un titulaire régulier avec l'équipe reserve en Segunda B, Il fait ses débuts en équipe première à seulement 17 ans le 4 avril 2021, remplaçant un Óscar Gil blessé à la 55e minute d'une victoire 3-0 à l'extérieur contre l'Albacete Balompié, en championnat de deuxième division,. Il fait ainsi partie de l'effectif qui remporte la Segunda División, retrouvant directement LaLiga après une seule saison au niveau inférieur.
En préparation de la saison suivante en Liga il s'entraine avec l'équipe première, mais à un poste avec une grande concurrence, il continue surtout à jouer en réserve — dans une équipe qui est à ce moment-là la plus jeune des quatre divisions nationales espagnoles — alors que la signature d'un nouveau contrat est en discussion avec les Catalans, avec qui il est déjà lié jusqu'en 2025 avec une clause libératoire de 6 millions d'euros.

### Carrière en sélection
Le 7 octobre 2020, il est sélectionné avec l'équipe du Maroc -20 ans pour une double confrontation amicale contre la Mauritanie -20 ans au Complexe Mohammed VI à Salé. Il prend ensuite part au tournoi de l'UNAF avec les moins de 20 ans marocains fin 2020, qui qualifie les Marocains pour la CAN junior.
Il participe ainsi à la Coupe d'Afrique des nations 2021, aux côtés de joueurs comme Zacarías Ghailan ou Haitam Abaida (en), où les Marocains atteignent les quarts de finale. Bien qu'évoqué comme un potentiel prochain appel en sélection espagnole junior à l'été 2021,,, il continue cependant à évoluer avec la sélection marocaine à l'automne suivante.
Le 18 septembre 2022, il reçoit une convocation de Mohammed Ouahbi avec le Maroc -20 ans pour trois matchs amicaux face à l'équipe d'Angleterre -20 ans, du Chili -20 ans et d'Argentine -20 ans.
Le 22 mars 2023, il est sélectionné avec le Maroc olympique sous le nouveau sélectionneur Issame Charaï pour un match amical face à la Côte d'Ivoire olympique à Rabat dans le cadre des préparations à la Coupe d'Afrique des nations de football des moins de 23 ans qui se déroulera au Maroc en 2023,. Lors de ce match, il est titularisé (défaite, 2-3). Deux jours plus tard, il figure sur le banc lors d'un nouveau match amical face au Togo olympique, ne faisant aucune entrée en jeu (victoire, 2-0).
Le 9 juin 2023, il figure sur la liste définitive d'Issame Charaï pour prendre part à la Coupe d'Afrique des nations de football des moins de 23 ans qui a lieu au Maroc. Les matchs de phase de groupe ont lieu en fin de mois de juin contre la Guinée olympique, le Ghana olympique et la RD Congo olympique au Complexe sportif Moulay-Abdallah de Rabat. Absent des feuilles de matchs contre la Guinée olympique (victoire, 2-1) et le Ghana olympique (victoire, 5-1), il valide malgré tout son ticket pour les demi-finales de la compétition,. Le 30 juin, il dispute son premier match de la compétition contre le Congo olympique en étant titularisé (victoire, 1-0),. La finale est remportée par le Maroc contre l'Égypte olympique grâce à un but en prolongation d'Oussama Targhalline (victoire, 2-1),.
En décembre 2023, il est présélectionné par Walid Regragui dans une liste de 55 joueurs pour disputer la CAN 2024 en Côte d'Ivoire.

## Statistiques

### En sélection marocaine
Le tableau suivant liste les rencontres de l'équipe du Maroc U23 des catégories des jeunes dans lesquelles Omar El Hilali a été sélectionné depuis le 30 juin 2023.
| Catégorie | Date           | Lieu  | Adversaire | Résultat | Minutes | Compétition  | Buts | Passes | Capitaine | Club         |
| --------- | -------------- | ----- | ---------- | -------- | ------- | ------------ | ---- | ------ | --------- | ------------ |
| Maroc U23 | 30 juin 2023   | Rabat | Congo      | 1 – 0    | 90 min  | CAN U23      | 0    | 0      | Non       | RCD Espanyol |
| Maroc U23 | 8 juillet 2023 | Rabat | Égypte     | 2 – 1    | 62 min  | CAN U23      | 0    | 0      | Non       | RCD Espanyol |
| Maroc U23 | 4 juin 2024    | Rabat | Belgique   | 2 – 2    | 65 min  | Match amical | 0    | 0      | Non       | RCD Espanyol |

## Palmarès
| Espanyol de Barcelone - La Liga 2 (1) - Champion en 2020-21 Maroc -23 ans - Coupe d'Afrique des nations : - Vainqueur : 2023. |